# 세계복음화신문
세계복음화신문 (世界福音化新聞)은 1997년에 창간된 기독교신문으로 세계복음화전도협회와 대한예수교장로회(전도)에서 발행하는 신문이다. 1998년 영문판 The Christ Herald를 발행하기 시작했다.
사옥은 서울 강서구 등촌2동에 있다.